# 高格雷韦勒
高格雷韦勒是德国莱茵兰-普法尔茨州的一个市镇。总面积9.92平方公里，总人口582人，其中男性285人，女性297人（2011年12月31日），人口密度59人/平方公里。